# Butorides
Genre
Butorides est un genre de hérons qui comprend trois espèces. Certains auteurs le considèrent comme monospécifique.

## Liste des espèces
D'après la classification de référence (version 14.1, 2024) de l'Union internationale des ornithologues, il y a 3 espèces du genre Butorides (ordre philogénique) :
- Butorides striata (Linnaeus, 1758) – Héron strié ;
- Butorides sundevalli (Reichenow, 1877) – Héron des Galapagos ;
- Butorides virescens (Linnaeus, 1758) – Héron vert.